# Terzo tempo

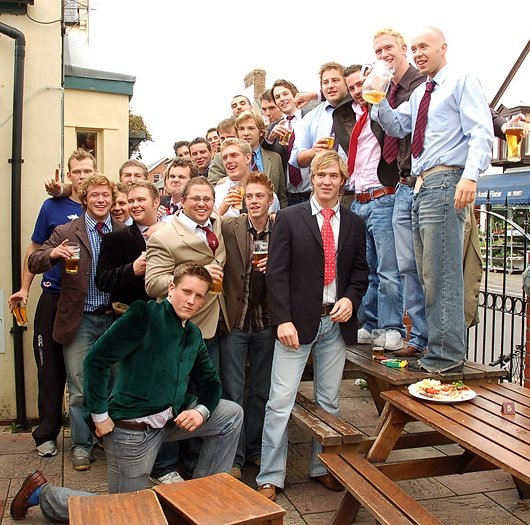
Terzo tempo dopo un incontro di rugby a Oxford, in Inghilterra

Il terzo tempo (dal fr. Troisième mi-temps) è, nel rugby a 15, il tradizionale incontro dopo-gara tra i giocatori delle due squadre. Inteso come momento conviviale pomeridiano (in ingl. After-match party o drink) oppure serale (After-match dinner), il terzo tempo è sempre stato visto come momento di socializzazione tra i giocatori, cui spesso partecipano anche le loro famiglie e, talora, anche i tifosi; nel mondo anglosassone si svolge in genere presso la Club House della squadra che ospita l'incontro.
Al terzo tempo sono legati alcuni episodi singolari o divertenti, come quello che accadde nel corso dell'incontro del Cinque Nazioni 1982 tra le Nazionali di Francia e Inghilterra a Parigi: nel pranzo che seguì al match, per la cronaca vinto dagli inglesi per 27 a 15, i francesi fecero trovare a ciascuno dei loro ospiti d'Oltremanica un flacone omaggio di colonia. Il seconda linea inglese Maurice Colclough, per fare uno scherzo, svuotò il flacone e lo riempì di vino bianco, quindi se lo bevve d'un fiato inducendo un suo compagno di squadra, Colin Smart, a ritenere che ogni flacone contenesse vino; un'ora dopo avere imitato Colclough, Smart si trovò all'ospedale per una lavanda gastrica, cosa che fece commentare a un altro compagno di squadra: «Immagino che Colin non se la sia passata bene, però aveva l'alito più profumato che gli abbia mai sentito».
In precedenza, sempre a Parigi accadde un altro singolare evento legato a un terzo tempo, per mano dell'esordiente gallese Gareth Edwards nel corso del Cinque Nazioni 1967: Edwards prima trattenne il pallone come ricordo, poi sottrasse quattordici piatti del banchetto post-partita.
La tradizione del terzo tempo è talmente radicata che la decisione di sospenderlo, o quantomeno non tenerlo con regolarità a causa degli spostamenti delle squadre durante la Coppa del Mondo di rugby 2007 in Francia, causò il disappunto e le proteste di molti giocatori, di qualsiasi nazionalità: l'ex rugbista e allenatore italiano Marco Bollesan, al riguardo, disse che «nella Coppa del Mondo 1987 il terzo tempo ci servì a compensare in birra quello che avevamo preso sul campo contro gli All Blacks: 70 punti», aggiungendo che, senza il terzo, non avrebbe giocato né il primo né il secondo.
Nei ricevimenti che si svolgono durante il terzo tempo vengono normalmente offerti prodotti del luogo ospite; una costante del terzo tempo sono le bevande alcooliche: normalmente vino nei Paesi latini (Italia e Francia su tutti) e birra in quelli anglosassoni (Regno Unito, Australia, Nuova Zelanda in particolare), anche se non mancano eccezioni legate al luogo: Massimo Giovanelli ha ricordato che, da capitano dell'Italia, disputò un incontro in Siberia contro l'Unione Sovietica e il terzo tempo, anche complice un rigido freddo, avvenne a vodka.
Più recentemente anche il mondo del calcio, per cercare di favorire il fair play, ha promosso il terzo tempo dopo gli incontri, anche se esso non si svolge secondo le stesse modalità del rugby, dal cui ambiente sono peraltro giunte le principali perplessità al riguardo: Andrea Lo Cicero ha infatti sostenuto che, sebbene auspicabile il fair play anche nel calcio, non si può rendere obbligatoria una pratica che, a sua detta, «è soprattutto una cosa che deve essere spontanea».